# Jesus Piece

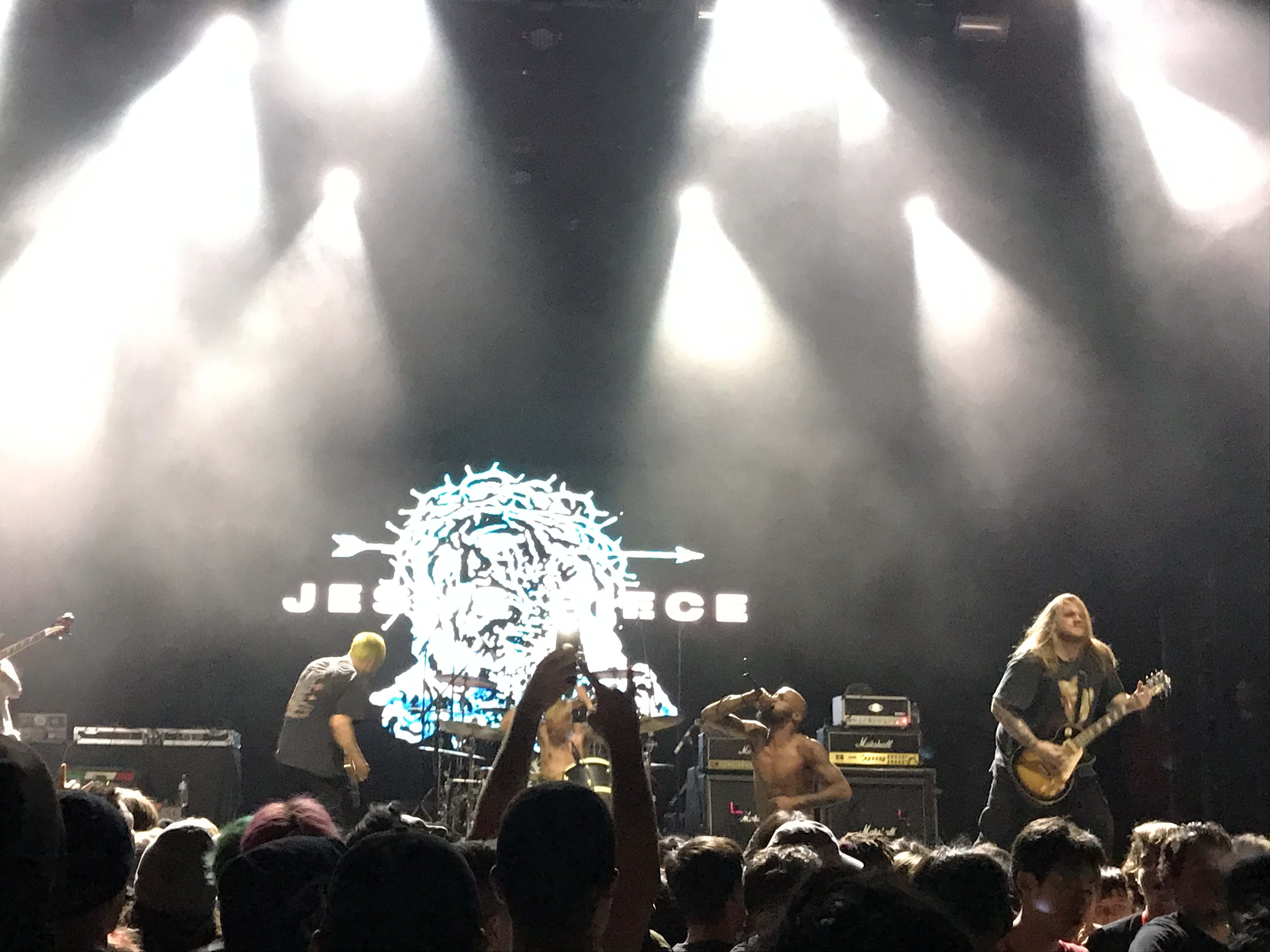
Jesus Piece tijdens een concert in 2019

Jesus Piece is een Amerikaanse band uit Philadelphia. De band werd opgericht in 2015 en staat onder contract bij Southern Lord Records. De muziek van Jesus Piece wordt aangeduid als hardcore en metalcore. Volgens de zanger, Aaron Heard, wordt inspiratie geput uit bands variërend van deathmetal tot punk. Ze hebben de afgelopen jaren onder meer bekendheid vergaard door het touren met Code Orange, Knocked Loose en Ghostemane.

## Geschiedenis
Sinds de oprichting in 2015 bestaat de band uit zanger Aaron Heard, de gitaristen David Updike en John DiStefano, bassist Anthony Marinaro en drummer Luis Aponte. In het jaar van oprichting brachten ze een demo ep met de titel Jesus Piece uit.
In 2016 en 2017 volgden nog een ep (3 Song Tape) en een split met de band Malice at the Palace.
In 2018 volgde het tot op heden enige studioalbum van de band: Only Self.

## Discografie

### Studioalbums
- Only Self (2018)

### Ep's en splits
- Jesus Piece (2015)
- 3 Song Tape (2016)
- Split Jesus Piece/Malice at the Palace (2017)